# 2012年危地马拉地震
2012年危地马拉地震，发生于2012年11月7日16:35:47 UTC(当地时间10:35:47)，震级为7.4。该地震震中位于危地马拉钱佩里科市以南35公里的太平洋海域。该次地震为1976年危地马拉里氏7.5地震以来强度最大的地震。
地震造成至少52人死亡，20多人失踪，数百人失踪。克薩爾特南戈、圣马科斯、危地马拉城等城市均受地震波及。

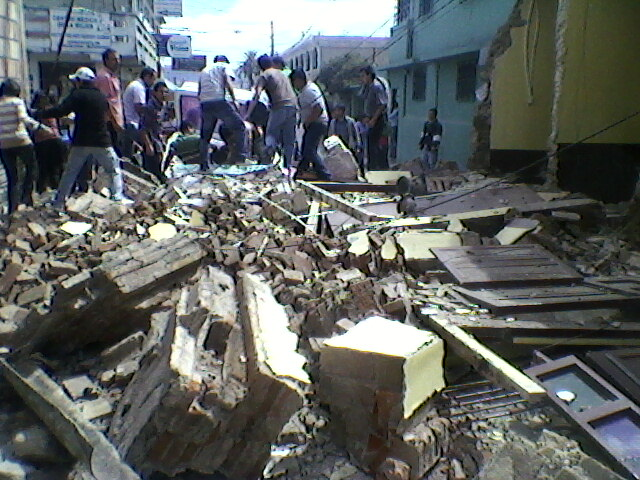
几秒钟地震後的情況，圣马科斯，2012年11月7日

这是1976年以来危地马拉发生的最强烈、最致命的地震，有39人死亡。

## 救济和重建
危地马拉财政部长表示，已装备好了8亿格查爾来应对地震后的紧急需求危地马拉卫生部向圣马科斯医院分配了100万格查尔，并向两辆卡车运送了药品。 在危地马拉城，许多组织收集了受地震影响的人们捐赠的捐款。内政部长宣布了一项2500万格查尔基金，用于重建受损的警察局，监狱和政府大楼。
美国驻危地马拉大使宣布向CONRED提供50,000美元，用于提供人道主义援助。美国和台湾将提供总计110,000美元作为经济支持。 The 美洲開發銀行将提供20万美元。各国都提出了愿意在人员或事务方面提供帮助，包括委内瑞拉和智利。 世界糧食計劃署提供了72吨紧急粮食援助。
11月9日，当局开始评估San Marcos和SanPedroSacatepéquez受损房屋，以决定修缮哪些房屋以及拆除和重建哪些房屋。圣马科斯的重建工作已于11月27日开始。据估计，重建房屋至少需要一年时间。